# Эндогенные месторождения
Эндогенные месторождения — глубинные месторождения, образованные при температурах примерно 50-100º С, включая собственно магматические, магматогенные гидротермальные (в том числе эпитермальные ртутные и мышьяковые), вулканогенные эксгаляционно-осадочные (колчеданные), телетермальные стратиформные и метаморфогенные.